# Taça dos Vencedores de Taças de Hóquei em Patins de 1988-89
A Taça dos Vencedores de Taças de Hóquei em Patins de 1988-89 foi a 13.ª edição da Taça das Taças.
Os italianos do Roller Monza venceram a competição pela 1.ª vez na história, derrotando o FC Porto na final.

## Equipas participantes
| País               | Clube               | Classificação                                     |
| ------------------ | ------------------- | ------------------------------------------------- |
| Alemanha Ocidental | GRS Mönchengladbach | Vencedor da Taça da Alemanha Ocidental de 1987/88 |
| Bélgica            | RH Rolta Louvain    | Wild Card                                         |
| Espanha            | FC Barcelona        | Semi-finalista da Taça do Rei de 1987/88          |
| França             | La Vendéenne        | 2.º lugar da Liga Francesa de 1987/88             |
| Itália             | Roller Monza        | Finalista da Taça de Itália de 1987/88            |
| Portugal           | FC Porto            | Vencedor da Taça de Portugal de 1987/88           |
| Suíça              | RHC Wimmis          | Vencedor da Taça da Suíça de 1987/88              |

## Jogos

### Fase final
|  | Quartos-de-final | Quartos-de-final | Quartos-de-final | Quartos-de-final |              |              | Meias-finais | Meias-finais | Meias-finais |  |              | Final | Final | Final |
|  |                  |                  |                  |                  |              |              |              |              |              |  |              |       |       |       |
|  | 1                | Roller Monza     | 8                | 4                |              |              |              |              |              |  |              |       |       |       |
|  | 8                | GRSC M'gladbach  | 2                | 6                |              |              |              |              |              |  |              |       |       |       |
|  | 8                | GRSC M'gladbach  | 2                | 6                |              | Roller Monza | 4            | 3            |              |  |              |       |       |       |
|  |                  |                  |                  |                  |              | Roller Monza | 4            | 3            |              |  |              |       |       |       |
|  |                  | FC Barcelona     | 2                | 3                |              |              |              |              |              |  |              |       |       |       |
|  | 4                | FC Barcelona     | 2                | 3                | La Vendéenne | 3            | 3            |              |              |  |              |       |       |       |
|  | 4                |                  |                  |                  | La Vendéenne | 3            | 3            |              |              |  |              |       |       |       |
|  | 5                | FC Barcelona     | 17               | 17               |              |              |              |              |              |  |              |       |       |       |
|  | 5                | FC Barcelona     | 17               | 17               |              |              |              |              |              |  | Roller Monza | 7     | 3     |       |
|  |                  |                  |                  |                  |              |              |              |              |              |  | Roller Monza | 7     | 3     |       |
|  |                  | FC Porto         | 3                | 6                |              |              |              |              |              |  |              |       |       |       |
|  | 3                | FC Porto         | 3                | 6                | FC Porto     | 9            | 3            |              |              |  |              |       |       |       |
|  | 3                |                  |                  |                  | FC Porto     | 9            | 3            |              |              |  |              |       |       |       |
|  | 6                | RH Rolta Louvain | 2                | 3                |              |              |              |              |              |  |              |       |       |       |
|  | 6                | RH Rolta Louvain | 2                | 3                |              | FC Porto     | 7            | 10           |              |  |              |       |       |       |
|  |                  |                  |                  |                  |              | FC Porto     | 7            | 10           |              |  |              |       |       |       |
|  |                  | RHC Wimmis       | 1                | 2                |              |              |              |              |              |  |              |       |       |       |
|  | 2                | RHC Wimmis       | 1                | 2                | RHC Wimmis   |              |              |              |              |  |              |       |       |       |
|  | 2                |                  |                  |                  | RHC Wimmis   |              |              |              |              |  |              |       |       |       |
|  | 7                |                  |                  |                  |              |              |              |              |              |  |              |       |       |       |
|  |                  |                  |                  |                  |              |              |              |              |              |  |              |       |       |       |

#### Quartos-de-final
| Equipa 1           | Total | Equipa 2         | 1.ª Mão | 2.ª Mão |
| ------------------ | ----- | ---------------- | ------- | ------- |
| Roller Monza       | 12-8  | GRSC M'gladbach  | 8-2     | 4-6     |
| La Vendéenne       | 6-34  | FC Barcelona     | 3-17    | 3-17    |
| FC Porto           | 12-5  | RH Rolta Louvain | 9-2     | 3-3     |
| Isento: RHC Wimmis |       |                  |         |         |

#### Meias-finais
| Equipa 1     | Total | Equipa 2     | 1.ª Mão | 2.ª Mão |
| ------------ | ----- | ------------ | ------- | ------- |
| Roller Monza | 7-5   | FC Barcelona | 4-2     | 3-3     |
| FC Porto     | 17-3  | RHC Wimmis   | 7-1     | 10-2    |

#### Final
| Equipa 1     | Total | Equipa 2 | 1.ª Mão | 2.ª Mão |
| ------------ | ----- | -------- | ------- | ------- |
| Roller Monza | 10-9  | FC Porto | 7-3     | 3-6     |

| Vencedor da Taça das Taças 1988/89 |
| ---------------------------------- |
|                                    |
| Roller Monza (1.º título)          |